# Sporting Club de Bel Abbès
El Sporting Club de Bel Abbès, o SC Bel Abbès fou un club de futbol algerià de la ciutat de Sidi Bel Abbès.

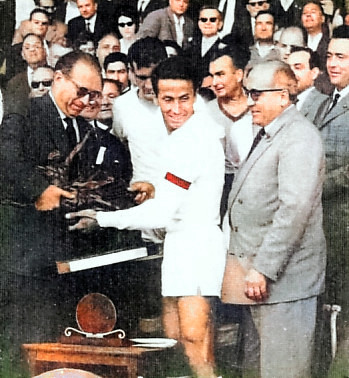
Final de la Copa d'Algèria 1960

Va ser fundat el 1906 per Georges Lhermine i Edmond Veith i desaparegué el 1962, després de la independència d'Algèria.

## Palmarès
- Lliga d'Orà de futbol:[2]
  - 1921–22, 1922–23, 1923–24, 1924–25, 1925–26, 1926–27, 1927–28, 1946–47, 1951–52, 1952–53, 1953–54, 1954–55, 1955–56, 1956–57, 1957–58

- Lliga algeriana de futbol:[2]
  - 1960

- Copa algeriana de futbol:[3]
  - 1958, 1959, 1960

- Campionat d'Àfrica del Nord de futbol (USFSA):
  - 1913

- Campionat de l'Àfrica del Nord francesa de futbol:[4]
  - 1922, 1924, 1925, 1926, 1927, 1953, 1954

- Copa de l'Àfrica del Nord francesa de futbol:[5]
  - 1951, 1955